# Béla Török

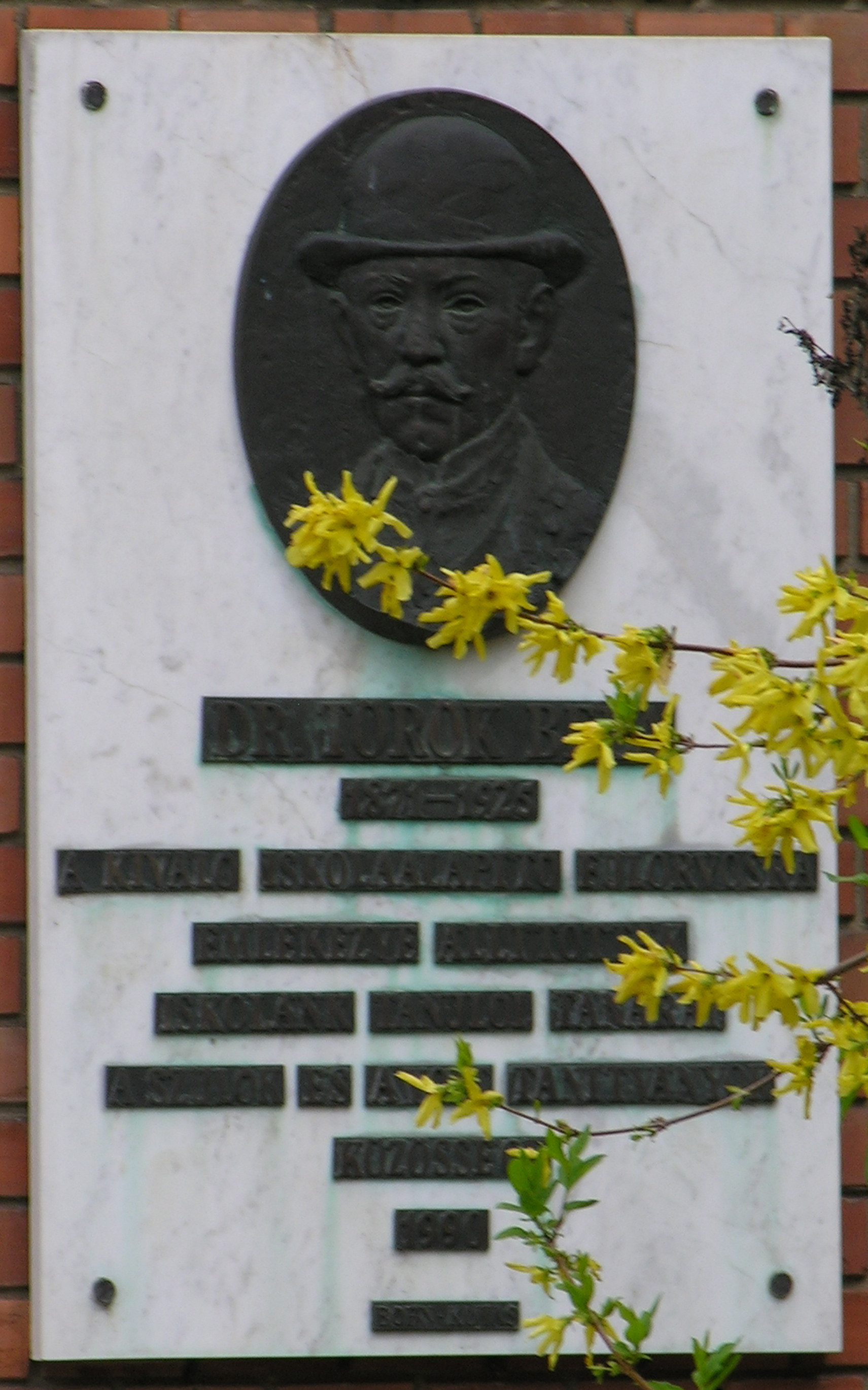
Gedenktafel für Béla Török im XIV. Bezirk in Budapest

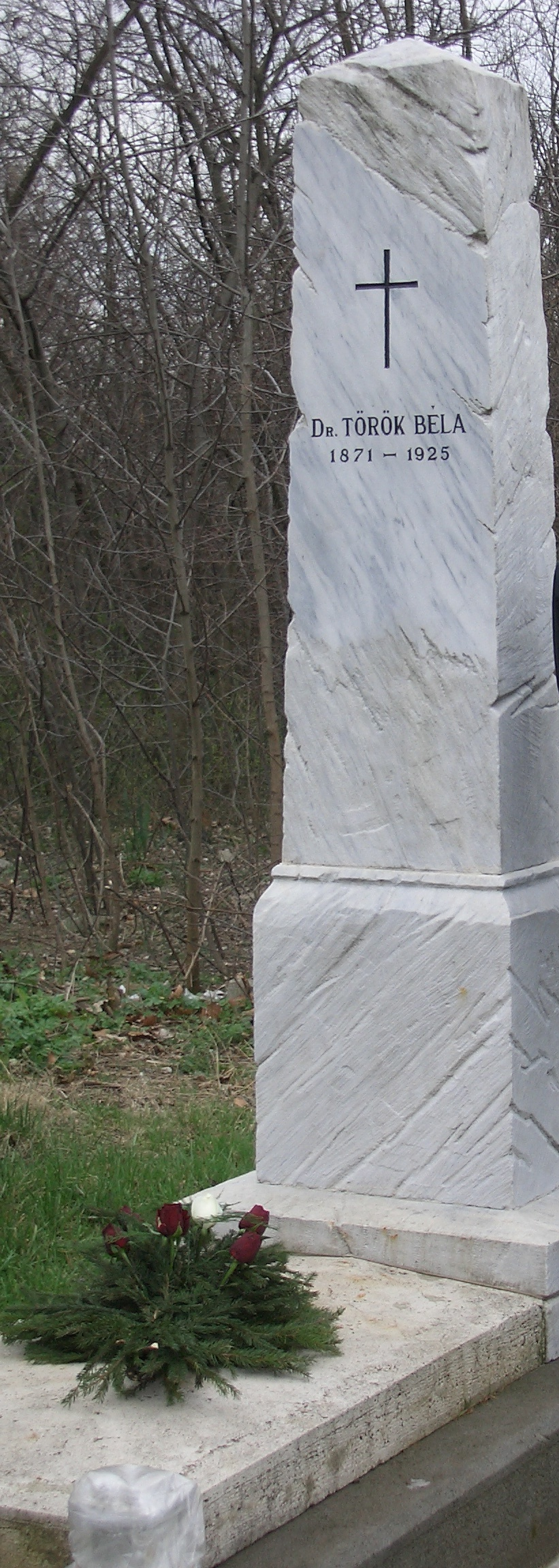
Grab von Béla Török

Béla Török (* 10. Oktober 1871 in Buda; † 27. November 1925 in Budapest) war ein ungarischer HNO-Arzt.
Török schrieb sich 1889 an der medizinischen Fakultät der Semmelweis-Universität in Budapest ein. Er promovierte 1896, dann wurde er 1899 in der Berliner Charité Schüler von Moritz Ferdinand Trautmann, 1901 von Janssen. Török gründete 1913 in Budapest die HNO-Klinik des Universitätskrankenhauses, die er bis zu seinem Tod führte. Er gründete 1923 auch den Ungarischen Landesverein der Hörgeschädigten (Magyar Nagyothallók Országos Egyesülete) und 1925 das Institut der Hörgeschädigten, das seinen Namen trägt. Heute ist es ein Kindergarten, Grundschule, Fachschule, Ausbildungsinstitut, Kinderheim und Studentenheim.
Töröks Idee war das Audiometer, das er in den 1920er Jahren zusammen mit György Békésy, dem späteren Nobelpreisträger, konstruierte und das später Békésy als Audiometer zur Differenzialdiagnose von Schallempfindungsstörungen weiterentwickelte. Török hat sich mit seinen wissenschaftlichen Arbeiten auf dem Gebiet des menschlichen Gehörs auch international einen sehr guten Namen gemacht. Er ist auf dem Kerepesi temető begraben.